# Histoire du Val-d'Oise
L'histoire du Val-d'Oise en tant que département ne remonte qu'à 1968, date de sa création d'un démembrement du département de Seine-et-Oise. Cependant, le territoire occupé par la relativement nouvelle entité est marqué par les grandes phases de l'histoire francilienne et française et en conserve de nombreuses traces.

## Préhistoire

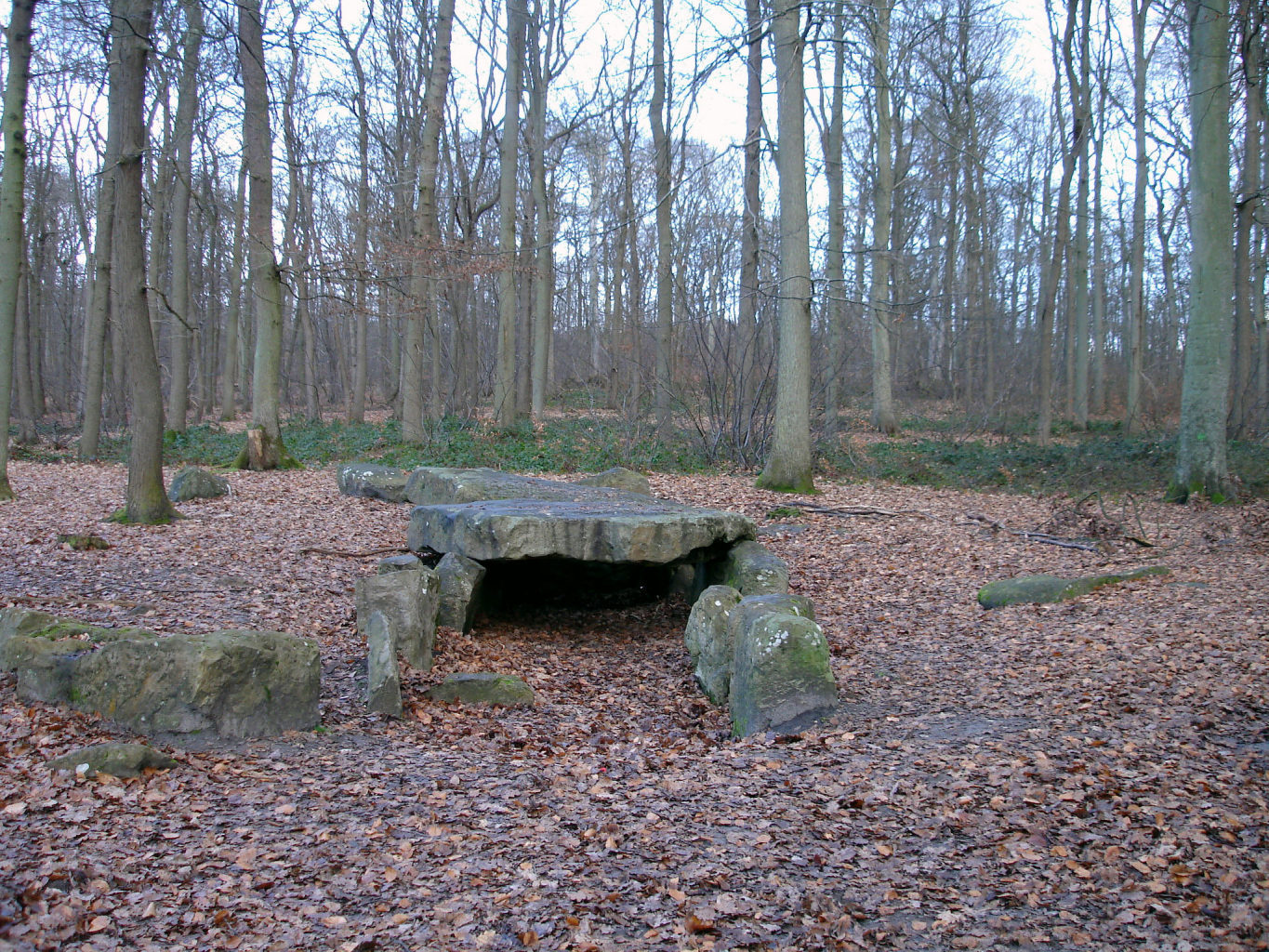
La Pierre Turquaise, en forêt de Carnelle.

### Paléolithique
L'ère paléolithique a laissé quelques traces sur l'actuel territoire départemental. Les rives de l'Oise ont gardé enfouis des silex taillés, découverts notamment aux alentours de L'Isle-Adam grâce aux fouilles de l'abbé Breuil au XXe siècle. C'est à Levallois-Perret et Chelles, dans les départements voisins des Hauts-de-Seine et de Seine-et-Marne, que des sites majeurs de cette période ont été mis au jour. Toutefois, disséminés à peu près partout dans le département, silex taillés et autres indices de l'ère paléolithique ont été recensés à maintes reprises. 

### Néolithique
En revanche, l'époque néolithique a laissé de nombreuses traces visibles et monumentales dans ce qui est aujourd'hui le Val-d'Oise. Les allées couvertes du département, dont l'impressionnante Pierre Turquaise en forêt de Carnelle, font partie des sites les plus représentatifs en France de ce type de constructions préhistoriques. Parfois fermées par des bouchons de pierre, comme à Guiry-en-Vexin, ces sépultures collectives sont pour la plupart classées monuments historiques et datent de la fin du IIIe millénaire av. J.-C.

## Antiquité

### Celtes et Gaulois
Les Celtes de la culture de Hallstatt s'implantent sur le territoire de l'actuel département à la fin du Ier millénaire av. J.-C., rejoints par la suite par des peuples belges. À l'aube de la conquête romaine, le territoire était divisé entre plusieurs peuples gaulois. Les Véliocasses tenaient l'ouest du département, ils ont donné leur nom au Vexin. Le territoire des Bellovaques, à qui la ville de Beauvais doit son nom, comprenait la vallée du Sausseron. Les Silvanectes, qui donnent son nom à la ville de Senlis, étaient implantés vers Luzarches. Enfin, les Parisis, implantés autour d'Argenteuil et dans la plaine de France, ont laissé leur nom, toujours usité, à cette région naturelle, à Paris, et à Cormeilles-en-Parisis.
Les vestiges purement gaulois sont cependant maigres dans le département. Ne demeurent que quelques objets de bronze ou de fer, des pièces d'or, quelques lieux de sépultures et traces d'occupation diverses. La découverte de nécropoles à Bouqueval, au Plessis-Gassot et à La Fosse Cotheret sur l'ethnogenèse des Parisii. Un éperon barré a été retrouvé à Nucourt. La toponymie conserve cependant le souvenir des temps gaulois, ainsi les noms de villages se terminant en euil soulignent des éléments naturels de relief et d'hydrographie ou en lien avec le végétal, tels Santeuil, et indiquent souvent une origine gauloise.

### Conquête et paix romaine
Les légions de César stationnent sur le territoire du Val-d'Oise lors de la guerre des Gaules. En 57 av. J.-C. une campagne militaire romaine soumet la région francilienne, conquête consolidée par d'autres expéditions en 52 et 51. Par la suite, la région fait partie de la Gaule lyonnaise IV. 
La période gallo-romaine du Val-d'Oise est relativement riche en vestiges. Des villas typiques de l'époque, au centre de domaines agricoles, comme celle des Terres Noires dégagée à Guiry-en-Vexin, se retrouvent sur le territoire et donnent leur nom à certains villages actuels. En effet, la romanisation est perceptible dans la toponymie. Un quart des noms de villes et villages du Vexin français, dont une grande partie est comprise dans le département actuel, ont un nom qui évoque la période gallo-romaine. Les toponymes en -y, fréquents dans le Val-d'Oise d'aujourd'hui (Montigny, Andilly, Margency, Montmagny par exemple), dérivent de la désinence gallo-romane -acum et indiquent une origine gallo-romaine. Enfin, vicus, le village latin, a donné les communes de Rhus, Us ou Wy.
La période gallo-romaine marque l'émergence des premières villes du Val-d'Oise. Ainsi, Pontoise, dont le nom gallo-romain, Briva Isara, est un homonyme du sens actuel (Briva, mot gaulois signifiant "pont" et Isara, terme générique signifiant "eau", et par extension "rivière") prend son essor durant cette époque. Dans le Vexin, la villa de Petromentalum (petro, quatre en gaulois et Mantal / Mantol, route, soit « carrefour ») mentionnée dans l'itinéraire d'Antonin est probablement à mettre en rapport avec le site de Saint-Clair-sur-Epte. 
Un réseau de routes est mis en place à travers l'actuel département, notamment la chaussée Jules César, récemment réhabilitée sur une partie de son parcours, la chaussée Brunehaut, nommée ainsi au Moyen Âge, la chaussée de la reine Blanche ou encore une voie reliant Mantes à Beauvais.
Parmi les vestiges archéologiques gallo-romains du Val-d'Oise, fort nombreux (caves, outils et objets, monnaies, sculptures), certains sites présentent un intérêt particulier. Ainsi, à Rhus, des temples antiques ont été mis au jour, mais c'est surtout le site des Vaux-de-la-Celle à Genainville qui fait figure de lieu majeur. On y trouve les ruines, visibles aujourd'hui, d'un conciliabulum comprenant, notamment, un amphithéâtre de dix mille places et un temple. Des sculptures qui en proviennent sont conservées au musée archéologique départemental du Val-d'Oise à Guiry-en-Vexin.

## Temps médiévaux
Le territoire de l'actuel département subit les grandes invasions au IIIe siècle. Le pays est néanmoins reconquis par l'empereur Probus et ne connait plus de conquêtes violentes jusqu'à la chute de l'Empire romain d'Occident et la sédentarisation des Francs au Ve siècle, qui met progressivement fin à la culture gallo-romaine, définitivement abattue par la chute de Syagrius en 486. Durant le même temps, le christianisme se diffuse au nord de Paris. Le Val-d'Oise entre alors dans le Haut Moyen Âge.

### Haut Moyen Âge
L'époque franque et mérovingienne laisse elle aussi un souvenir toponymique dans le département. Les communes et lieux dits dont le nom est terminé par l'appellatif -court, de curtis, domaine, indiquent une origine mérovingienne. Les plus anciens noms en -ville datent également de cette période, mais sont légèrement postérieurs aux noms en -court, par exemple Genainville ou Franconville, basés sur des anthroponymes germaniques qui se diffusent à cette époque.
L'actuel Val-d'Oise est depuis lors au cœur du royaume de France, proche du domaine royal et de celui de l'abbaye royale de Saint-Denis. Les premiers rois de France, nomades, y font plusieurs séjours, parfois prolongés. Ainsi, Dagobert Ier dicte ses dernières volontés dans sa villa sur l'actuelle commune de Garges-lès-Gonesse lors d'une assemblée des nobles en mars 635. Luzarches est également le lieu d'un palais mérovingien où Thierry III préside un plaid royal en 680. Sur le territoire départemental demeurent de l'époque mérovingienne de nombreuses nécropoles comme à Bezons, Ermont, Saint-Ouen-l'Aumône ou Guiry-en-Vexin qui présentent des sarcophages le plus souvent en plâtre ou en calcaire. Menouville est un lieu de frappe de monnaie. 58 % des communes du Vexin (comprenant quelques communes des Yvelines et de l'Oise) conservent des traces du haut Moyen Âge. Le Vexin est, par ailleurs, érigé en comté vers 750 par Charles Martel, et ce pour trois siècles.
La christianisation progressive de la région a lieu sous l'influence de prélats comme saint Eugène, évangélisateur de Deuil au VIIe siècle, dont l'identité exacte porte à débat. Le patronage de nombreuses églises locales est resté inchangé jusqu'à aujourd'hui, c'est le cas des églises dédiées à saint Martin, saint Léger ou saint Aubin. Un saint Romain serait natif de Wy et saint Ansbert de Chaussy en 629, tous deux évêques de Rouen. Plus tard, un saint Clair réside à Hérouville au IXe siècle alors que Charles le Chauve, successeur de Charlemagne, possède un domaine à Sarcelles. Le Val-d'Oise d'aujourd'hui est réparti alors entre plusieurs diocèses, notamment le diocèse de Rouen pour le Vexin et le diocèse de Beauvais pour le Pays de France. L'influence de l'abbaye de Saint-Denis, qui possédait beaucoup de terres sur le territoire de l'actuel département, était cependant prépondérante.

### Raids vikings et guerres normandes
Les invasions vikings ravagent à plusieurs reprises le territoire de l'actuel département, et les villes et villages des abords de la Seine et de l'Oise.

## Révolution et Empire
De 1791 à 1793, les 9 districts (Corbeil, Dourdan, Étampes, Gonesse, Mantes, Montfort, Pontoise, Saint-Germain et  Versailles) du département de Seine-et-Oise fournirent 14 bataillons de volontaires nationaux.

## LeXXesièclejusqu'en 1968

### Première Guerre mondiale
En août 1914, les forts du camp retranché de Paris sont mis en état, des reconnaissances de ulhans allemands sont signalés dans une douzaine de communes, et, comme à chaque guerre, tous les ponts sont détruits préventivement. 

Au bout de quelques mois, n'étant pas touché par les combats la vie retrouve sont rythme normal, mais les soldats en cantonnement creusent quand même des tranchées. Beaucoup d'hôpitaux sont ouvertet, comme la plupart des activités, ils ne fonctionnent qu'avec du personnel féminin. Les femmes doivent également exploiter les fermes d'un territoire principalement rural. Les réquisitions de toutes sortes accablent les maires : chevaux, voitures, grains, paille... Dans les villes, l'approvisionnement en charbon pose un problème.
 En août 1914, l'usine Lorraine-Dietrich, à Argenteuil, qui fabriquait des automobiles devint d'abord une usine d'armement qui produit des canons et des obus, puis à partir de 1916 des moteurs d'avions.
Comme partout en France pas une famille, pas une commune, n'a échappé au drame qui a coûté la vie à 1,4 million de Français et en a mutilé autant. La commune d'Hérouville compte 27 morts pour 259 habitants.

La création des départements de Paris, des Hauts-de-Seine, de la Seine-Saint-Denis, du Val-de-Marne, de l'Essonne, des Yvelines, du Val-d'Oise à partir de la Seine et de la Seine-et-Oise en 1968

### Création du département du Val-d'Oise
En 1964, la loi du 10 juillet 1964) décide de la création du département du Val-d'Oise. Ses limites sont fixées  à la partie nord de l'ancien département de Seine-et-Oise, à savoir la totalité de l'arrondissement de Montmorency, la presque totalité de l'arrondissement de Pontoise et une petite partie de l'arrondissement de Mantes-la-Jolie.
Par décret du 25 février 1965, le chef-lieu du département est fixé à Pontoise.
Le 2 juin 1966, les arrondissements sont délimités. L'arrondissement d'Argenteuil est créé, et les limites de l'arrondissement de Pontoise subissent quelques modifications.

Le 9 octobre 1966 le diocèse de Pontoise est créé. A cette occasion, la cathédrale Saint-Maclou est élevée au rang de cathédrale du diocèse.
 
Le 27 novembre de la même année, André Rousset devient le premier évêque du diocèse de Pontoise.
Par décret du 20 juillet 1967, les 27 cantons du Val-d'Oise sont créés.

Par décret du 19 septembre 1967, l'entrée en vigueur complète de la loi du 10 juillet 1964 est fixée au 1er janvier 1968.

## Depuis 1968
Le 1er janvier 1968 le département du Val-d'Oise est officiellement créé et le conseil général élu en 1967 prend ses fonctions sous la présidence d'Adolphe Chauvin. 
En mai 1969, la ligne SNCF Paris Saint-Lazare - Pontoise est électrifiée
En avril 1970, le château d'Écouen est chois pour devenir le musée national de la Renaissance.
En juin de la même année les travaux de construction du centre commercial régional des Trois-Fontaines à Cergy-Pontoise sont lancés.
En juillet 1971, un projet de liaison par Aérotrain entre la ville nouvelle de Cergy-Pontoise dans le Val-d'Oise et le quartier d'affaires de la Défense dans les Hauts-de-Seine devant transporter 160 passagers à 200 km/h est dévoilé. 

Le 18 novembre 1971, dans le cadre du 10e anniversaire du District de la Région Parisienne, Georges Pompidou, alors Président de la République Française, se rend à Cergy-Pontoise. 
Le 21 décembre 1971, à Argenteuil, une explosion de gaz dans la tour B, dite La Lucille, fait 21 morts, dont 2 pompiers, et 128 blessés. 
En septembre 1972 le centre commercial Les Flanades à Sarcelles est inauguré.
En juin 1973, le ministre des Finances Français Valéry Giscard d'Estaing participe à la finale du 2e festival mondial de l'accordéon, à Montmorency 

Le 25 septembre 1973 le centre commercial des Trois-Fontaines est inauguré par Michel Poniatowski. 

En juin 1973, la création d'un parc naturel régional dans le Vexin est à l'ordre du jour du Comité d'Expansion et de Défense des Intérêts du Vexin (CEDIV). 
Le 21 juin 1974, un contrat de construction d'une ligne d'Aérotrain entre Cergy-Pontoise et La Défense est signé.

Le 17 juillet 1974, le gouvernement revient sur sa décision et décide d'abandonner le projet de l'Aérotrain.
Le décret du 22 janvier 1976, porte le nombre de cantons à 35.
En 1977, après d'importants travaux, le musée national de la Renaissance ouvre ses portes. 

En juillet 1977, le cardinal Karol Wojtyla visite l'institution Saint-Stanislas à Osny. 
En mars 1979, la liaison SNCF Cergy-Préfecture - Paris Saint-Lazare est inaugurée.

Le 2 décembre 1979 trois jeunes Français de Cergy-Pontoise affirment que l'un d'eux a été enlevé par des extraterrestres le 26 novembre 1979,,. Quelques années plus tard l'un d'eux avouera qu'il  s'agissait d'un canular.
Le 10 février 1980, le village d'Avernes est inondé, ravagé et couvert de boue après la rupture de la digue d'un étang artificiel.
 
En novembre 1980, les nouvelles unités de l'usine de traitement des eaux, par nanofiltration, de Méry-sur-Oise sont inaugurées.
En mai-juin 1981, le festival d'Auvers-sur-Oise est créé par le musicologue et pianiste Pascal Escande.
En mars 1982, la population du Val d'Oise s'élève à 920 710 habitants selon le dernier recensement.
En septembre 1983, le musée archéologique départemental du Val-d'Oise à Guiry-en-Vexin est inauguré.
En avril 1984, pendant les fêtes de Pâques, la tunique d'Argenteuil, qui avait été volée en décembre 1983 puis restituée en février 1984, est exposée, pour la première fois depuis un siècle, dans la basilique Saint-Denys d'Argenteuil.   
Le décret du 31 janvier 1985, porte le nombre de cantons à 39.
Le 21 mai 1987, Jacques Chirac, alors premier ministre, inaugure le parc Mirapolis.
Le 20 novembre 1988 Thierry Jordan est intronisé deuxième évêque du diocèse de Pontoise.
En mars 1990, la population du Val d'Oise s'élève à 1 030 000 habitants selon le dernier recensement.

Le 18 octobre 1990 François Mitterrand, alors Président de la République Française, se rend à Cergy-Pontoise pour inaugurer l'Axe Majeur.
Le 20 octobre 1991, le parc Mirapolis ferme définitivement.
Le 14 décembre 1991 la flamme olympique des Jeux olympiques d'Albertville traverse le Val d'Oise.
Le 17 septembre 1993, après cinq ans de travaux, l'Auberge Ravoux, à Auvers-sur-Oise, est ouverte au public.
Entre décembre 1993 et janvier 1994 des pluies diluviennes s'abattent dans le sud-est du département. La vallée de Montmorency, le Parisis et le secteur Argenteuil-Bezons sont inondés,,.
En novembre 1994, le conseil général décide d'acquérir la maison du Docteur Gachet à Auvers-sur-Oise.
Durant l'hiver 1994-1995 des nouvelles crues de l'Oise inondent une trentaine de communes situées entre Bernes-sur-Oise et Éragny. Persan et Saint-Ouen sont particulièrement touchées. 
Le 31 août 1995, la statue de Gargantua du parc Mirapolis est démontée en partie et abattue à la dynamite.
Par décret du 3 mars 2000, qui créé l'arrondissement de Sarcelles, le chef-lieu de l'arrondissement de Montmorency est transféré à Sarcelles. Toutefois, l'administration sous-préfectorale reste à Montmorency pendant quatre ans, jusqu'à son déménagement en avril 2004.
En mars 2003, après restauration, le conseil général décide d'ouvrir au public la maison du Docteur Gachet à Auvers-sur-Oise.